# Łopatno
Łopatno is een plaats in het Poolse district  Opatowski, woiwodschap Święty Krzyż. De plaats maakt deel uit van de gemeente Iwaniska en telt 290 inwoners. 

## Locatie
Het dorpje bestaat uit verschillende smalle straatjes in een vlak landschap, vlak bij de Kujawka, een beekje dat uitmondt in de Koprzywianka.